# Беломордый олень
Беломордый олень (лат. Przewalskium albirostris) — вид млекопитающих семейства оленевых, встречающийся в Тибетском нагорье. Впервые описан Николаем Пржевальским в 1883 году. Ранее беломордого оленя относили к роду настоящих оленей, в настоящее время выделяют в отдельный род Przewalskium.

## Описание
Шерсть беломордых оленей летом короткая и бурого цвета, зимняя шерсть скорее серая и значительно длиннее. Своим именем олень обязан белой окраске передней части головы и шеи. Данный вид весьма крупен, его длина составляет 190—230 см, высота в холке — 130 см, а вес колеблется в пределах 125—200 кг. Примечательны высокие и широкие копыта, отличающиеся от копыт всех других оленевых. Крупные рога, которые носят только самцы, также окрашены в белый цвет и имеют как правило по пять окончаний.

## Распространение
Ареал беломордого оленя охватывает восточный Тибет и сопредельные китайские провинции Ганьсу и Сычуань. Его средой обитания являются как хвойные леса, так и области, располагающиеся над границей деревьев на высоте от 3400 до 5100 м.

## Поведение

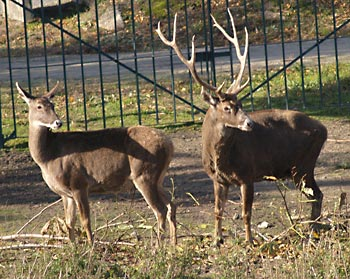
Самец с самкой

Беломордые олени — весьма искусные лазатели. Они живут в группах, которые часто включают либо только самцов, либо только взрослых самок с молодняком. Во время брачного периода поведение самцов друг к другу становится агрессивней и они встречаются поодиночке, борясь друг с другом при встречах за право спариваться с самками. Питаются беломордые олени, в основном, травами.

## Размножение
Брачный период и спаривание проходят в октябре. После 220-дневной беременности самка в мае или июне рождает на свет по одному детёнышу. Детёныши отвыкают от молочной пищи в возрасте 10 месяцев, а в возрасте от 1,5 до 2,5 лет достигают половой зрелости. Средняя продолжительность жизни составляет около 20 лет.

## Угрозы
Рога и мясо беломордых оленей используются в китайской медицине, вследствие чего эти животные являются объектом охоты. Из-за этого их численность сильно сократилась, однако сохраняется благодаря обширному ареалу на уровне 50000—100000 особей. МСОП оценивает данный вид как «уязвимый».